# L'estate addosso
L'estate addosso è un singolo del cantautore italiano Jovanotti, pubblicato il 29 maggio 2015 come terzo estratto dal suo tredicesimo album in studio Lorenzo 2015 CC..

## Descrizione
Settima traccia dell'album, l'idea di creare un brano intitolato L'estate addosso nacque durante il 2013, quando Jovanotti stava lavorando insieme al regista Gabriele Muccino:
Il singolo è entrato inizialmente in rotazione radiofonica a partire dal 29 maggio 2015, mentre il 10 luglio dello stesso anno è stato pubblicato per il download digitale con la denominazione di L'estate addosso (Turbo Remixes) e contenente tredici remix realizzati da vari artisti.

## Video musicale
Il video, diretto da Gabriele Muccino e prodotto da Indiana Production Company, è stato reso disponibile il 18 giugno 2015. In un'intervista, Muccino ha descritto il videoclip come «sensuale, estivo, ma anche un po' malinconico nostalgico, proiettato verso il futuro ma trascinandosi dietro l‘estate che è appena passata e in attesa di quella che verrà.»

## Tracce
1. L'estate addosso (Federico Scavo Remix / Radio Edit) – 4:02
2. L'estate addosso (Don Joe & Jason Rooney Remix) – 3:51
3. L'estate addosso (The Young Professionals Remix) – 3:08
4. L'estate addosso (Angelino & Jabob Remix) – 3:45
5. L'estate addosso (KeeJay Freak RMX) – 3:52
6. L'estate addosso (Jaselli Rework) – 3:48
7. L'estate addosso (Remix by Giovani Leoni) – 3:35
8. L'estate addosso (Weero Remix) – 4:12
9. L'estate addosso (Federico Scavo Remix / Extended) – 5:57
10. L'estate addosso (Federico Scavo Remix / Dub) – 5:08
11. L'estate addosso (KeeJay Freak Extended Remix) – 5:24
12. L'estate addosso (Angelino & Jabob Extended Remix) – 5:47
13. L'estate addosso (Angelino & Jabob Dub Remix) – 5:49

## Formazione
Hanno partecipato alle registrazioni, secondo le note di copertina di Lorenzo 2015 CC.:
Musicisti
- Lorenzo "Jova" Cherubini – voce
- Saturnino – basso, batteria
- Riccardo Onori – chitarre
- Christian "Noochie" Rigano – tastiere, programmazione, sequencer
- Franco Santarnecchi – pianoforte, tastiere
- Roberto Baldi – tastiere (in fase di pre-produzione)
- Alex Alessandroni Jr. – pianoforte, tastiera, hammond, rhodes
- Money Mark – tastiere, melodica
- Daru Jones – batteria
- Omar Hakim – batteria
- Mark Guiliana – batteria
- Tim Lefebvre – basso
- Tim Pierce – chitarre
- Solomon Sheppard – chitarre
- Tamer Pinarbasi – qanun
- Max ZT – dulcimer
- Gilmar Gomes – percussioni
- Gil Oliveira – percussioni samba
- Ronaldo Andrade – percussioni samba, cavaquinho
- Marco Tamburini – tromba, arrangiamento fiati
- Dario Cecchini – sassofono, flauto
- Roberto Rossi – trombone

Produzione
- Michele Canova Iorfida – produzione, registrazione, missaggio
- Lorenzo "Jova" Cherubini – produzione
- Marco Sorrentino – produzione esecutiva
- Pino "Pinaxa" Pischetola – registrazione, missaggio
- Leo "Fresco" Beccafichi – registrazione, pre-produzione, pre-registrazione
- Roberto Baldi – registrazione, pre-produzione, pre-registrazione
- John Horne, Tibo Javoy – registrazione
- Patrizio "Pat" Simonini – registrazione, missaggio
- Michael H. Brauer – missaggio
- Mark Bengston – assistenza Pro Tools
- Christian "Noochie" Rigano – pre-produzione, pre-registrazione
- Antonio Baglio – mastering

## Classifiche
| Classifica (2015) | Posizione massima |
| ----------------- | ----------------- |
| Italia            | 8                 |

### Classifiche di fine anno
| Classifica (2015) | Posizione |
| ----------------- | --------- |
| Italia            | 39        |